# Михайловка (Аршалынский район)
Михайловка (каз. Михайловка) — село в Аршалынском районе Акмолинской области Казахстана. Административный центр Михайловского сельского округа. Код КАТО — 113449100.

## География
Село расположено возле Вячеславского водохранилища, в центральной части района, на расстоянии примерно 20 километров (по прямой) к северу от административного центра района — посёлка Аршалы.
Абсолютная высота — 405 метров над уровнем моря.
Климат холодно-умеренный, с хорошей влажностью. Среднегодовая температура воздуха положительная и составляет около +3,6°С. Среднемесячная температура воздуха в июле достигает +19,6°С. Среднемесячная температура января составляет около -14,5°С. Среднегодовое количество осадков составляет около 440 мм. Основная часть осадков выпадает в период с мая по август.
Ближайшие населённые пункты: село Николаевка — на северо-востоке, село Ижевское — на юго-западе.
Через село проходит автодорога областного значения — КС-2 «Ерейментау — Еркиншилик — Аршалы»

## Население
В 1989 году население села составляло 1659 человек (из них русские — 45%, немцы — 25%).
В 1999 году население села составляло 1428 человек (676 мужчин и 752 женщины). По данным переписи 2009 года, в селе проживало 1212 человек (593 мужчины и 619 женщин).В 2021 году при переписи население,в селе проживало 1010 человек что на 17% меньше чем с 2009 года.
| Численность населения | Численность населения | Численность населения | Численность населения |
| 1989                  | 1999                  | 2009                  | 2021                  |
| --------------------- | --------------------- | --------------------- | --------------------- |
| 1659                  | ↘1428                 | ↘1212                 | ↘1010                 |

## Улицы[7]
| - переулок Школьный - ул. Абая Кунанбаева - ул. Алии Молдагуловой - ул. Аубакирова - ул. Бирлик - ул. Енбек - ул. Желтоксан - ул. Жумабаке Ташенова - ул. Заводская - ул. Интернациональная - ул. Кенесары - ул. Клубная - ул. Кооперативная | - ул. Мира - ул. Мухтара Ауэзова - ул. Новая - ул. Панфилова - ул. Почтовая - ул. Республиканская - ул. Тауелсиздик - ул. Титова - ул. Целинная - ул. Школьная - ул. Юбилейная - ул. Юрия Гагарина |